# Canada's Drag Race (quarta edizione)
La quarta edizione di Canada's Drag Race è andata in onda in Canada dal 16 novembre 2023 all'11 gennaio 2024 sulla piattaforma streaming Crave, e sull'emittente OutTV.
Il 18 ottobre 2023 vengono annunciate le undici concorrenti, provenienti da tutto il Canada, con hanno l'obiettivo di essere incoronate come la prossima Canada's Next Drag Superstar.
Venus, vincitrice dell'edizione, ricevette come premio 100000 C$, una fornitura di cosmetici per un anno della Shoppers Drug Mart, una corona e uno scettro di Amped Accessories.

## Concorrenti
Le undici concorrenti che prendono parte al reality show sono:
| Concorrente               | Vero nome           | Età | Città                           | Posizionamento |
| ------------------------- | ------------------- | --- | ------------------------------- | -------------- |
| Venus                     | Venus Sherwood      | 27  | Vancouver – Columbia Britannica | Vincitrice     |
| Aurora Matrix             | Anton Ling          | 23  | Toronto – Ontario               | 2º posto       |
| Denim                     | Emerson Sanderson   | 24  | Montréal – Québec               | 3º/4º posto    |
| Nearah Nuff               | Dallyn Gray-Forrest | 22  | Calgary – Alberta               | 3º/4º posto    |
| Melinda Verga             | Mike Lee Derrada    | 44  | Edmonton – Alberta              | 5º posto       |
| Kiki Coe                  | Sandro Pangilinan   | 35  | Ottawa – Ontario                | 6º posto       |
| Aimee Yonce Shennel       | Wilnest Domingu     | 31  | Ottawa – Ontario                | 7º/8º posto    |
| Kitten Kaboodle           | Jeffrey Christensen | 57  | Toronto – Ontario               | 7º/8º posto    |
| Luna DuBois               | Tom VanDyne         | 24  | Toronto – Ontario               | 9º posto       |
| The Girlfriend Experience | Berlin Le Bon       | 31  | Vancouver – Columbia Britannica | 10º posto      |
| Sisi Superstar            | Simon Fortin        | 31  | Montréal – Québec               | 11º posto      |

## Tabella eliminazioni
| 1  | Venus      | Kitten     | Aurora     | Kiki    | Melinda | Nearah  | Aurora  | Denim   | Venus         |  |  |  |  |  |  |  |  |  |  |
| 2  | Denim      | Melinda    | Aimee      | Denim   | Kitten  | Aurora  | Nearah  | Venus   | Aurora Matrix |  |  |  |  |  |  |  |  |  |  |
| 3  | Kiki       | Venus      | Denim      | Kitten  | Venus   | Melinda | Venus   | Aurora  | Denim         |  |  |  |  |  |  |  |  |  |  |
| 4  | Aurora     | Kiki       | Luna       | Luna    | Denim   | Venus   | Melinda | Nearah  | Nearah Nuff   |  |  |  |  |  |  |  |  |  |  |
| 5  | Aimee      | Denim      | Nearah     | Aurora  | Aimee   | Denim   | Denim   | Melinda |               |  |  |  |  |  |  |  |  |  |  |
| 6  | Luna       | Aurora     | Venus      | Venus   | Nearah  | Kiki    | Kiki    |         |               |  |  |  |  |  |  |  |  |  |  |
| 7  | Kitten     | Nearah     | Melinda    | Melinda | Kiki    | Aimee   |         |         |               |  |  |  |  |  |  |  |  |  |  |
| 8  | Girlfriend | Aimee      | Kiki       | Aimee   | Aurora  | Kitten  |         |         |               |  |  |  |  |  |  |  |  |  |  |
| 9  | Melinda    | Girlfriend | Kitten     | Nearah  | Luna    |         |         |         |               |  |  |  |  |  |  |  |  |  |  |
| 10 | Nearah     | Luna       | Girlfriend |         |         |         |         |         |               |  |  |  |  |  |  |  |  |  |  |
| 11 | Sisi       | Sisi       |            |         |         |         |         |         |               |  |  |  |  |  |  |  |  |  |  |

Legenda:
     La concorrente ha vinto la gara
     La concorrente è arrivata in finale ma non ha vinto la gara
     La concorrente è arrivata in finale, ma è stato eliminata
     La concorrente ha vinto la puntata
     La concorrente figura tra le prime, si è esibita in playback ma ha perso
     La concorrente figura tra le prime ma non ha vinto la puntata
     La concorrente è salva ed accede alla puntata successiva (l'ordine di chiamata è casuale)
     La concorrente figura tra le ultime ma non ed è a rischio eliminazione
     La concorrente figura tra le ultime due ed è a rischio eliminazione
     La concorrente è stata eliminata

## Giudici
- Brooke Lynn Hytes
- Brad Goreski
- Traci Melchor

### Giudici ospiti
- Christian Allaire
- Jaida Essence Hall
- Luann de Lesseps
- Nelly Furtado
- Ra'Jah O'Hara
- Rêve
- Sarain Fox
- Tegan & Sara
- Winnie Harlow

## Special Guest
- RuPaul
- Aleksandar Antonijevic
- Hollywood Jade
- Gisèle Lullaby

## Riassunto episodi

### Episodio 1 –Premiere Ball
Il primo episodio della quarta edizione canadese si apre con le concorrenti che entrano nell'atelier. La prima ad entrare è Venus, l'ultima è Aimee Yonce Shennel. Brooke Lynn Hytes, Brad Goreski e Traci Melchor fanno il loro ingresso annunciando l'inizio di una nuova edizione e dando il benvenuto alle concorrenti.
- La sfida principale: le concorrenti devono presentare tre outfit da sfoggiare sulla passerella. Il primo outfit sarà il medesimo con cui sono entrate nell'atelier, per il secondo devono indossare un look perfetto per esibirsi in uno show davanti ai giudici, mentre per il terzo devono indossare un look che rappresenta loro stesse.

Giudici ospiti della puntata sono Tegan & Sara. Brooke Lynn dichiara Aurora, Aimee, Luna, Kitten e Girlfriend salve, e lascia le altre concorrenti per le critiche. Visto l'ottimo lavoro di tutte le concorrenti, Brooke Lynn annuncia che non ci sarà nessuna eliminazione e che le due concorrenti con il punteggio più alto si sfideranno in un playback della vittoria per decretare la migliore della puntata. Venus e Denim vengono nominate le migliori della sfida.
- Il playback della vittoria: Venus e Denim vengono chiamate ad esibirsi con la canzone Feel It In My Bones di Tiësto e Tegan & Sara. Venus viene dichiarata vincitrice del playback e, inoltre, viene proclamata anche la migliore della puntata.

### Episodio 2 –QV-She
Il secondo episodio si apre con le concorrenti che rientrano nell'atelier dopo il playback della vittoria, con Venus al settimo cielo per aver vinto la prima sfida della stagione. Successivamente alcune concorrenti affermano che sono determinate a dare il loro meglio nella prossima sfida.
- La sfida principale: le concorrenti, divise in squadre, dovranno realizzare delle televendite dal vivo di prodotti innovativi su QV-She, parodia del canale televisivo QVC. Avendo vinto la puntata precedente, Venus ha la possibilità di scegliere per prima il prodotto da promuovere per la sua squadra e decidere l'ordine di pesca delle altre squadre. Dopo aver scritto il copione, le concorrenti raggiungono Brooke Lynn Hytes, che assisterà alla realizzazione degli spot.

| Concorrente               | Prodotto         | Tipo di prodotto          |
| ------------------------- | ---------------- | ------------------------- |
| Aurora Matrix             | Tip Tits         | Reggiseno con le tasce    |
| The Girlfriend Experience | Tip Tits         | Reggiseno con le tasce    |
| Venus                     | Tip Tits         | Reggiseno con le tasce    |
| Aimee Yonce Shennel       | The Party Poncho | Poncho con sorpresa       |
| Nearah Nuff               | The Party Poncho | Poncho con sorpresa       |
| Luna DuBois               | The Party Poncho | Poncho con sorpresa       |
| Melinda Verga             | Fierce Flat      | Ballerine decorate        |
| Kitten Kaboodle           | Fierce Flat      | Ballerine decorate        |
| Denim                     | Shade Blockers   | Cuffie ed occhiali da sci |
| Kiki Coe                  | Shade Blockers   | Cuffie ed occhiali da sci |
| Sisi Superstar            | Shade Blockers   | Cuffie ed occhiali da sci |

Giudice ospite della puntata è Ra'Jah O'Hara. Il tema della sfilata è Gemstones, dove le concorrenti devono sfoggiare un abito ispirato a una gemma preziosa. Brooke Lynn dichiara Kiki, Denim, Aurora, Nearah ed Aimee salve, e lascia le altre concorrenti per le critiche. Successivamente, Kitten Kaboodle viene proclamata la migliore della puntata e Brooke Lynn annuncia che, in questa edizione, la migliore avrà il potere del "Castoro d'oro" (Golden Beaver) che le permetterà di salvare una delle peggiori dall'eliminazione. Kitten sceglie di salvare The Girlfriend Experience, lasciando Luna DuBois e Sisi Superstar a rischio eliminazione.
- L'eliminazione: Luna DuBois e Sisi Superstar vengono chiamate ad esibirsi con la canzone I'm with You di Avril Lavigne. Luna DuBois si salva, mentre Sisi Superstar viene eliminata dalla competizione.

### Episodio 3 –OH-SHE-GAGGIN
Il terzo episodio si apre con le concorrenti che rientrano nell'atelier dopo l'eliminazione di Sisi, con Luna e Girlfriend determinate a non finire di nuovo tra le peggiori. Il giorno successivo, le concorrenti si complimentano con Kitten per la sua vittoria e commentano il colpo di scena del "Castoro d'oro".
- La mini sfida: le concorrenti devono improvvisare in un'intervista con Traci Melchor nelle vesti di attrici protagoniste di un film che scopriranno solo al momento dell'intervista. La vincitrice della mini sfida è Melinda Verga.
- La sfida principale: le concorrenti, divise in due gruppi, devono scrivere, produrre e coreografare un numero da girl group in occasione del OH-SHE-GAGGIN Music Festival. Melinda Verga e Luna DuBois, rispettivamente la migliore della mini sfida e la concorrente vincitrice del playback della puntata precedente, saranno i capitani e potranno scegliere i membri del proprio gruppo. Melinda sceglie per il suo gruppo Kiki, Kitten, Girlfriend ed Aimee mentre Luna sceglie Venus, Aurora, Nearah e Denim. Essendo stata lasciata per ultima, Denim ha avuto l'opportunità di scegliere il pezzo per la sua squadra. Una volta scritte le strofe, le concorrenti raggiungono Rêve e dà loro consigli e aiuto per la registrazione del pezzo. Durante le registrazioni delle tracce Kitten e Girlfriend hanno avuto dei problemi nel rendere le loro strofe accattivanti mentre Aurora ed Aimee hanno ricevuto complimenti per le loro armonie. Successivamente ogni gruppo raggiunge il palco principale per organizzare la coreografia, il gruppo di Melinda ha avuto problemi sull'organizzazione della coreografia, mentre il gruppo di Luna è molto preparato per l'esibizione.

| Concorrenti               | Nome girl group | Brano della performance           |
| ------------------------- | --------------- | --------------------------------- |
| Aimee Yonce Shennel       | The Vixens      | "Heartbreak" (The Vixens Remix)   |
| Kiki Coe                  | The Vixens      | "Heartbreak" (The Vixens Remix)   |
| Kitten Kaboodle           | The Vixens      | "Heartbreak" (The Vixens Remix)   |
| Melinda Verga             | The Vixens      | "Heartbreak" (The Vixens Remix)   |
| The Girlfriend Experience | The Vixens      | "Heartbreak" (The Vixens Remix)   |
| Aurora Matrix             | The Love Bugs   | "Heartbeat" (The Love Bugs Remix) |
| Denim                     | The Love Bugs   | "Heartbeat" (The Love Bugs Remix) |
| Luna DuBois               | The Love Bugs   | "Heartbeat" (The Love Bugs Remix) |
| Nearah Nuff               | The Love Bugs   | "Heartbeat" (The Love Bugs Remix) |
| Venus                     | The Love Bugs   | "Heartbeat" (The Love Bugs Remix) |

Giudice ospite della puntata è Rêve. Il tema della sfilata è Sunglasses at Night, dove le concorrenti devono sfoggiare un abito con degli occhiali da sole. Brooke Lynn dichiara Luna, Nearah, Venus e Melinda salve, e lascia le altre concorrenti per le critiche. Successivamente, Aurora Matrix viene proclamata la migliore della puntata e usa il potere del "Castoro d'oro" per salvare Kiki Coe, lasciando Kitten Kaboodle e The Girlfriend Experience a rischio eliminazione.
- L'eliminazione: Kitten Kaboodle e The Girlfriend Experience vengono chiamate ad esibirsi con la canzone Tongue di Rêve. Kitten Kaboodle si salva, mentre The Girlfriend Experience viene eliminata dalla competizione.

### Episodio 4 –Out of the Closet
Il quarto episodio si apre con le concorrenti che rientrano nell'atelier dopo l'eliminazione di Girlfriend, con Kiki determinata a dimostrare di essersi meritata la salvezza. Il giorno successivo, vi è una discussione sull'uso strategico del "Castoro d'oro" e sulle possibili alleanze fra le concorrenti.
- La mini sfida: le concorrenti devono posare per un servizio fotografico ambientato in una scenografia a tema Metallo in cui si userà, a loro insaputa, uno spara coriandoli. La vincitrice della mini sfida è Nearah Nuff.
- La sfida principale: le concorrenti devono realizzare un outfit usando vestiti e materiali provenienti dall'armadio di Brad Goreski. In seguito, Brad ritorna nell'atelier per vedere come procedono i lavori e dare consigli alle concorrenti su come eccellere in una sfida di design.

Giudice ospite della puntata è Christian Allaire. Il tema della sfilata è Out of the Closet, dove le concorrenti devono sfoggiare l'abito appena creato. Brooke Lynn dichiara Luna, Aurora e Venus salve, e lascia le altre concorrenti per le critiche. Successivamente, Kiki Coe viene proclamata la migliore della puntata e usa il potere del "Castoro d'oro" per salvare Melinda Verga, lasciando Aimee Yonce Shennel e Nearah Nuff a rischio eliminazione.
- L'eliminazione: Aimee Yonce Shennel e Nearah Nuff vengono chiamate ad esibirsi con la canzone Come Through di Priyanka e Lemon. Dopo un'esibizione fantastica da parte di entrambe, Brooke Lynn annuncia che sia Aimee sia Nearah sono salve e che nessuna verrà eliminata.

### Episodio 5 –Snatch Game
Il quinto episodio si apre con le concorrenti che rientrano nell'atelier dopo la mancata eliminazione, che si congratulano con Aimee e Nearah per la loro esibizione al playback. In seguito, le concorrenti riprendono Melinda per l'atteggiamento avuto durante l'ultimo Untucked, dando inizio a una discussione accesa. Il giorno successivo, Melinda si scusa con le altre per come si è comportata.
- La mini sfida: le concorrenti devono "leggersi" a vicenda, ovvero dirsi qualcosa di cattivo ma facendolo in modo scherzoso. La vincitrice della mini sfida è Denim.
- La sfida principale: le concorrenti prendono parte alla sfida più attesa in ogni edizione dello show, lo Snatch Game. Brad Goreski e Traci Melchor sono i concorrenti del gioco. Le concorrenti devono scegliere una celebrità e impersonarla per l'intero gioco, con lo scopo di essere il più divertenti possibili. Durante i preparativi della sfida, Kitten e Nearah vogliono fare lo stesso personaggio, Jennifer Coolidge, e nonostante Kitten abbia un personaggio di riserva, entrambe decidono di mantenerlo. Brooke Lynn ritorna nell'atelier per vedere quali personaggi sono stati scelti, inoltre, aiuta le concorrenti con vari consigli per dare il meglio nel gioco. Le celebrità scelte dalle concorrenti sono state:

| Concorrente         | Celebrità impersonata |
| ------------------- | --------------------- |
| Aimee Yonce Shennel | Gesù Cristo           |
| Aurora Matrix       | Zhao Bing             |
| Denim               | Julia Fox             |
| Kiki Coe            | Liz Taylor            |
| Kitten Kaboodle     | Jennifer Coolidge     |
| Luna DuBois         | Mary M. Cosby         |
| Melinda Verga       | Manny Pacquiao        |
| Nearah Nuff         | Jennifer Coolidge     |
| Venus               | Joe Exotic            |

Giudice ospite della puntata è Jaida Essence Hall. Il tema della sfilata è Steampunk, dove le concorrenti devono sfoggiare un abito che si ispiri all'omonimo filone narrativo. Brooke Lynn dichiara Denim, Aimee e Nearah salve, e lascia le altre concorrenti per le critiche. Successivamente, Melinda Verga viene proclamata la migliore della puntata e usa il potere del "Castoro d'oro" per salvare Kiki Coe, lasciando Aurora Matrix e Luna DuBois a rischio eliminazione.
- L'eliminazione: Aurora Matrix e Luna DuBois vengono chiamate ad esibirsi con la canzone She's All I Wanna Be di Tate McRae. Aurora Matrix si salva, mentre Luna DuBois viene eliminata dalla competizione.

Al termine della puntata, Brooke Lynn annuncia che le concorrenti prenderanno parte a un torneo di playback nel prossimo episodio, e che alla fine ci sarà una doppia eliminazione.

### Episodio 6 –Lip-Sync Slay-Offs
Il sesto episodio si apre con le concorrenti che rientrano nell'atelier dopo l'eliminazione di Luna, che si congratulano con Aurora per la sua performance e commentano l'annuncio finale di Brooke Lynn, mentre alcune sono rimaste stupite dalla scelta di Melinda di salvare Kiki. Il giorno successivo, si discute sulle concorrenti da temere nell'eventualità di un playback.
- La sfida principale: le concorrenti prendono parte al Lip-Sync Slay-Off Extravaganza, un torneo di playback dove le concorrenti si sfideranno per restare in gara. Durante i preparativi per il torneo, le concorrenti discutono sul rapporto che hanno con il loro corpo.

Giudice ospite della puntata è Winnie Harlow. Il tema della sfilata è Lip-Sync Slay-Off Extravaganza, dove le concorrenti devono sfoggiare gli abiti con i quali avrebbero partecipato al torneo.
- Il torneo: vengono annunciate le regole del Lip-Sync Slay-Off, le concorrenti si sfideranno in tre manche. Solo le migliori della prima manche avanzeranno e potranno ambire alla vittoria della puntata, mentre le perdenti saranno automaticamente a rischio eliminazione. Prima di iniziare, vengono estratti a sorte i nomi delle concorrenti, che sceglieranno il brano per l'esibizione.

Nel primo duello, Melinda Verga e Kitten Kaboodle si esibiscono in playback sulla canzone That Don't Impress Me Much di Shania Twain. Dopo le critiche dei giudici, Melinda Verga viene dichiarata vincitrice e avanza nel torneo, mentre Kitten Kaboodle è a rischio eliminazione.
Nel secondo duello, Aurora Matrix e Denim si esibiscono in playback sulla canzone I'm Not Here to Make Friends di Sam Smith, Calvin Harris e Jessie Reyez. Dopo le critiche dei giudici, Aurora Matrix viene dichiarata vincitrice e avanza nel torneo, mentre Denim è a rischio eliminazione.
Nel terzo duello, Nearah Nuff ed Aimee Yonce Shennel si esibiscono in playback sulla canzone Fever Dreamer di SG Lewis, Charlotte Day Wilson e Channel Tres. Dopo le critiche dei giudici, Nearah Nuff viene dichiarata vincitrice e avanza nel torneo, mentre Aimee Yonce Shennel è a rischio eliminazione.
Nel quarto ed ultimo duello della prima manche, Venus e Kiki Coe si esibiscono in playback sulla canzone Uninvited di Alanis Morissette. Dopo le critiche dei giudici, Venus viene dichiarata vincitrice e avanza nel torneo, mentre Kiki Coe è a rischio eliminazione.
Nel quinto duello, Aurora Matrix e Melinda Verga si esibiscono in playback sulla canzone Boys Wanna Be Her di Peaches. Dopo le critiche dei giudici, Aurora Matrix viene dichiarata vincitrice e accede al playback della vittoria, mentre Melinda Verga viene dichiarata salva.
Nel sesto duello, Nearah Nuff e Venus si esibiscono in playback sulla canzone Pull Up di Keys N Krates e Haviah Mighty. Dopo le critiche dei giudici, Nearah Nuff viene dichiarata vincitrice e accede al playback della vittoria, mentre Venus viene dichiarata salva.
- Il playback della vittoria: Nearah Nuff e Aurora Matrix si esibiscono in playback sulla canzone Black Velvet di Alannah Myles. Nearah Nuff viene dichiarata vincitrice del playback e, inoltre, viene proclamata anche la migliore della puntata, e usa il potere del "Castoro d'oro" per salvare Denim, lasciando Kiki Coe, Aimee Yonce Shennel e Kitten Kaboodle a rischio eliminazione.
- L'eliminazione: Kiki Coe, Aimee Yonce Shennel e Kitten Kaboodle  vengono chiamate ad esibirsi con la canzone I Will Love Again di Lara Fabian. Kiki Coe si salva, mentre Aimee Yonce Shennel e Kitten Kaboodle vengono eliminate dalla competizione.

Al termine della puntata Brooke Lynn annuncia che, dal prossimo episodio, il "Castoro d'oro" non verrà più assegnato e il regolamento originale di Canada's Drag Race tornerà in vigore.

### Episodio 7 –From Drags to Riches: The Rusical
Il settimo episodio si apre con le concorrenti che rientrano nell'atelier dopo l'eliminazione di Aimee e Kitten, che si congratulano con Nearah e Aurora per la loro esibizione al playback, mentre Denim è determinata a ottenere la sua prima vittoria. Il giorno successivo, le concorrenti si lamentano di quanto siano doloranti i loro corpi dopo il torneo della puntata precedente.
- La mini sfida: le concorrenti devono improvvisare nel ruolo di conduttrici del talk-show notturno Just A Tip, dove dovranno fornire consigli sul sesso e sulle relazioni in telefonate casuali. La vincitrice della mini sfida è Venus.
- La sfida principale: le concorrenti devono esibirsi nel nuovo musical From Drags to Riches: The Rusical, ispirato alla vita di Brooke Lynn Hytes. Ogni concorrente dovrà interpretare uno stadio della vita di Brooke Lynn, dalla giovinezza al presente, attraverso uno specifico stile di ballo e musicale. Durante i preparativi, Melinda, Denim e Kiki hanno avuto dei problemi con la loro coreografia.

| Concorrente   | Epoca di Brooke Lynn              | Stile    |
| ------------- | --------------------------------- | -------- |
| Aurora Matrix | Dancer Brooke Lynn                | Balletto |
| Denim         | Brooke Lynn the Judge             | Gospel   |
| Kiki Coe      | Amateur Drag Queen Brooke Lynn    | Cabaret  |
| Melinda Verga | Young Brooke Lynn                 | Musical  |
| Nearah Nuff   | Brooke Lynn on RuPaul's Drag Race | Pop      |
| Venus         | Runner-Up Brooke Lynn             | Opera    |

Giudice ospite della puntata è Luann de Lesseps. Il tema della sfilata è Always A Bridesmaid, dove le concorrenti devono sfoggiare un abito da damigella d'onore. Dopo la sfilata e le critiche dei giudici, Brooke Lynn dichiara Denim e Kiki Coe le peggiori, mentre Aurora Matrix è la migliore della puntata.
- L'eliminazione: Denim e Kiki Coe vengono chiamate ad esibirsi con la canzone Seven Day Fool di Jully Black. Denim si salva, mentre Kiki Coe viene eliminata dalla competizione.

### Episodio 8 –A Star Is Born
L'ottavo episodio si apre con le concorrenti che rientrano nell'atelier dopo l'eliminazione di Kiki, che discutono sul percorso che hanno avuto nel corso della competizione. Il giorno successivo, Brad Goreski sorprende le concorrenti con l'ingresso dei loro cari nell'atelier.
- La mini sfida: le concorrenti devono posare per un servizio fotografico, venendo prima truccate al buio dai loro cari. La vincitrice della mini sfida è Melinda Verga.
- La sfida principale: per la sfida principale, Brad annuncia che le concorrenti devono fare un make-over, cioè truccare e preparare la loro persona cara per farla diventare simile in drag. Mentre le concorrenti si preparano per la sfida, li raggiunge nuovamente Brad, che dà aiuto alle concorrenti per affrontare al meglio la sfida del make-over.

| Concorrente   | Vero nome del conoscente | Parentela      | Nome in drag del conoscente |
| ------------- | ------------------------ | -------------- | --------------------------- |
| Aurora Matrix | Trinity                  | Migliore amica | Supernova Matrix            |
| Denim         | Cheryl                   | Madre          | Velvet                      |
| Melinda Verga | Scott                    | Compagno       | Conchita Verga              |
| Nearah Nuff   | Jakob                    | Compagno       | Buffy Nuff                  |
| Venus         | Joanne                   | Madre          | Uranus                      |

Giudice ospite della puntata è Sarain Fox. Il tema della sfilata è A Star Is Born, dove le concorrenti e i loro conoscenti devono sfoggiare due abiti perfetti per sfilare sul red carpet. Dopo la sfilata e le critiche dei giudici, Brooke Lynn dichiara Nearah Nuff e Melinda Verga le peggiori, mentre Denim è la migliore della puntata ed accede alla finale. Venus e Aurora Matrix si salvano e accedono alla finale.
- L'eliminazione: Nearah Nuff e Melinda Verga vengono chiamate a esibirsi con la canzone I Didn't Just Come Here to Dance di Carly Rae Jepsen. Nearah Nuff si salva e accede alla finale, mentre Melinda Verga viene eliminata dalla competizione.

### Episodio 9 –Grand Finale
Il nono ed ultimo episodio di quest'edizione si apre con le finaliste che ritornano nell'atelier dopo l'eliminazione di Melinda, dove si discute su chi riuscirà a vincere quest'edizione ed il titolo di prossima Drag Superstar canadese.
Per l'ultima prova, prima di incoronare la vincitrice di quest'edizione, le concorrenti dovranno comporre un pezzo originale, cantare ed esibirsi, e poi dovranno prendere parte ad un'intervista con Gisèle Lullaby, vincitrice della terza edizione.
Una volta scritto il pezzo, ogni concorrente va nella sala registrazione, dove Nelly Furtado dà loro consigli e aiuto per la registrazione del pezzo. Nel frattempo a uno a uno le concorrenti prendono parte all'intervista dove Gisèle pone domande sulla loro esperienza in questa edizione di Canada's Drag Race. Per la realizzazione della coreografia in studio le concorrenti incontrano Hollywood Jade che insegna loro la coreografia.
I giudici della puntata sono: Brooke Lynn Hytes, Brad Goreski, Travi Melchor e Nelly Furtado, in qualità di giudice ospite. Il tema della sfilata è Coronation Eleganza, dove le concorrenti devono sfilare con il loro vestito migliore.
Dopo le critiche, le finaliste tornano nell'atelier dove ad aspettarle ci sono tutte le concorrenti dell'edizione, dove discutono dell'esperienza vissuta nello show. Prima di comunicare il giudizio, tutte le concorrenti sfilano sulla passerella con il loro Best Drag per un'ultima volta. Dopo l'ultima sfilata, Brooke Lynn Hytes comunica che le due finaliste che accedono alla finalissima sono Venus e Aurora Matrix, mentre Denim e Nearah Nuff vengono eliminate dalla competizione. Venus e Aurora Matrix si esibiscono in playback sulla canzone Try di Nelly Furtado. Dopo l'esibizione, Brooke Lynn Hytes dichiara Venus vincitrice della quarta edizione di Canada's Drag Race.